# Алонте
Ало̀нте (на италиански и на венециански: Alonte) е село и община в Северна Италия, провинция Виченца, регион Венето. Разположено е на 34 m надморска височина. Населението на общината е 1666 души (към 2015 г.).